# Platylesches
Platylesches är ett släkte av fjärilar. Platylesches ingår i familjen tjockhuvuden.

## Dottertaxa tillPlatylesches, i alfabetisk ordning[1]
- Platylesches affinissima
- Platylesches amadhu
- Platylesches anka
- Platylesches ayresii
- Platylesches batangae
- Platylesches chamaeleon
- Platylesches costalis
- Platylesches depygata
- Platylesches ertli
- Platylesches fosta
- Platylesches galesa
- Platylesches goetzei
- Platylesches grandiplaga
- Platylesches heterophyle
- Platylesches iva
- Platylesches junodi
- Platylesches lamba
- Platylesches langa
- Platylesches moritili
- Platylesches neba
- Platylesches nigerrima
- Platylesches nigricans
- Platylesches panga
- Platylesches picanini
- Platylesches rasta
- Platylesches robustus
- Platylesches shona
- Platylesches straeleni
- Platylesches tero
- Platylesches tina
- Platylesches villa
- Platylesches zephora